# Mitra (bog sonca)
Mitra je v perzijski mitologiji bog sonca.